# Aglaophamus verrilli
Aglaophamus verrilli är en ringmaskart. Aglaophamus verrilli ingår i släktet Aglaophamus och familjen Nephtyidae. Inga underarter finns listade i Catalogue of Life.